# Pholcus phalangioides
Pholcus phalangioides, anomenada popularment aranya de potes llargues (en anglès, també, daddy long-legs) i en alguns casos, aranya calavera (en anglès skull spider) per l'aparença del seu cefalotòrax, és una espècie de la família dels fòlcids (Pholcidae).
Les femelles tenen una longitud corporal de 9 mm; els mascles són lleugerament més petits. Les seves potes són de 6 a 7 vegades la longitud del seu cos (arribant a 7 cm d'envergadura en les femelles). Acostuma a viure en el sostre de les habitacions, coves, garatges o els cellers, la qual cosa li dona un dels seus noms comuns: aranya de celler (cellar spider). Es consideren beneficioses en algunes parts de món perquè s'alimenta d'insectes i aràcnids molests presents a les cases. Aquesta és l'única espècie d'aranya descrita per l'entomòleg suís Johann Kaspar Füssli, que la va registrar el 1775 com a Aranea phalangoides.

## Distribució i hàbitat
Originària de les zona europea, per l'acció humana, aquesta sinantropia està distribuïda per tot el món. És capaç de viure en climes freds, i puntualment, es limita a viure en cases només en algunes zones.
Pholcus phalangioides acostuma a agitar la seva teranyina violentament quan és molestada com a mètode de defensa davant depredadors. Poden caçar i menjar fàcilment d'altres aranyes (fins i tot aquelles que són més grans que ella, com la Tegenaria duellica), mosquits i altres insectes, i caparretes. Quan escasseja l'aliment, practica el canibalisme.
Com que són originàries dels tròpics, semblen no estar influenciades pels canvis estacionals i es reprodueixen en qualsevol època de l'any. La femella sosté de 20 a 30 ous en els seus pedipalps. Les cries són transparents, amb potes curtes i muden de 5 a 6 vegades fins que maduren.

## Verí
Una llegenda urbana afirma que els fòlcuds són les aranyes més verinoses del món, però s'ha demostrat el contrari. Recerques recents mostren que el seu verí té un efecte relativament feble en insectes. En un episodi de Caçadors de mites han mostrat que les aranyes tenen uns quelícers (0,25 mm) que poden penetrar la pell humana (0,1 mm), però només fan sentir una lleu sensació de cremor durant uns segons.

## Galeria

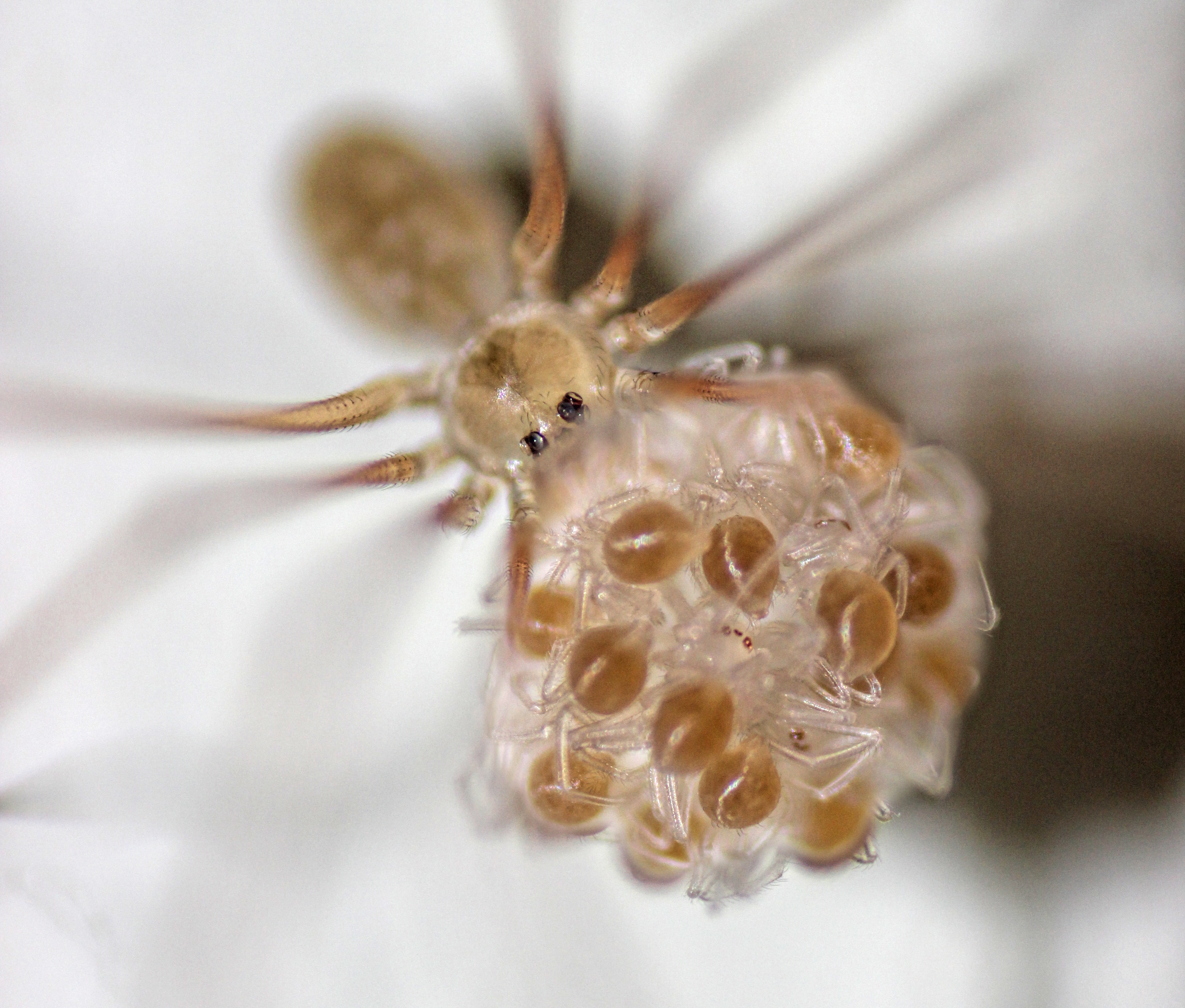
Aranya de potes llargues portant les seves cries
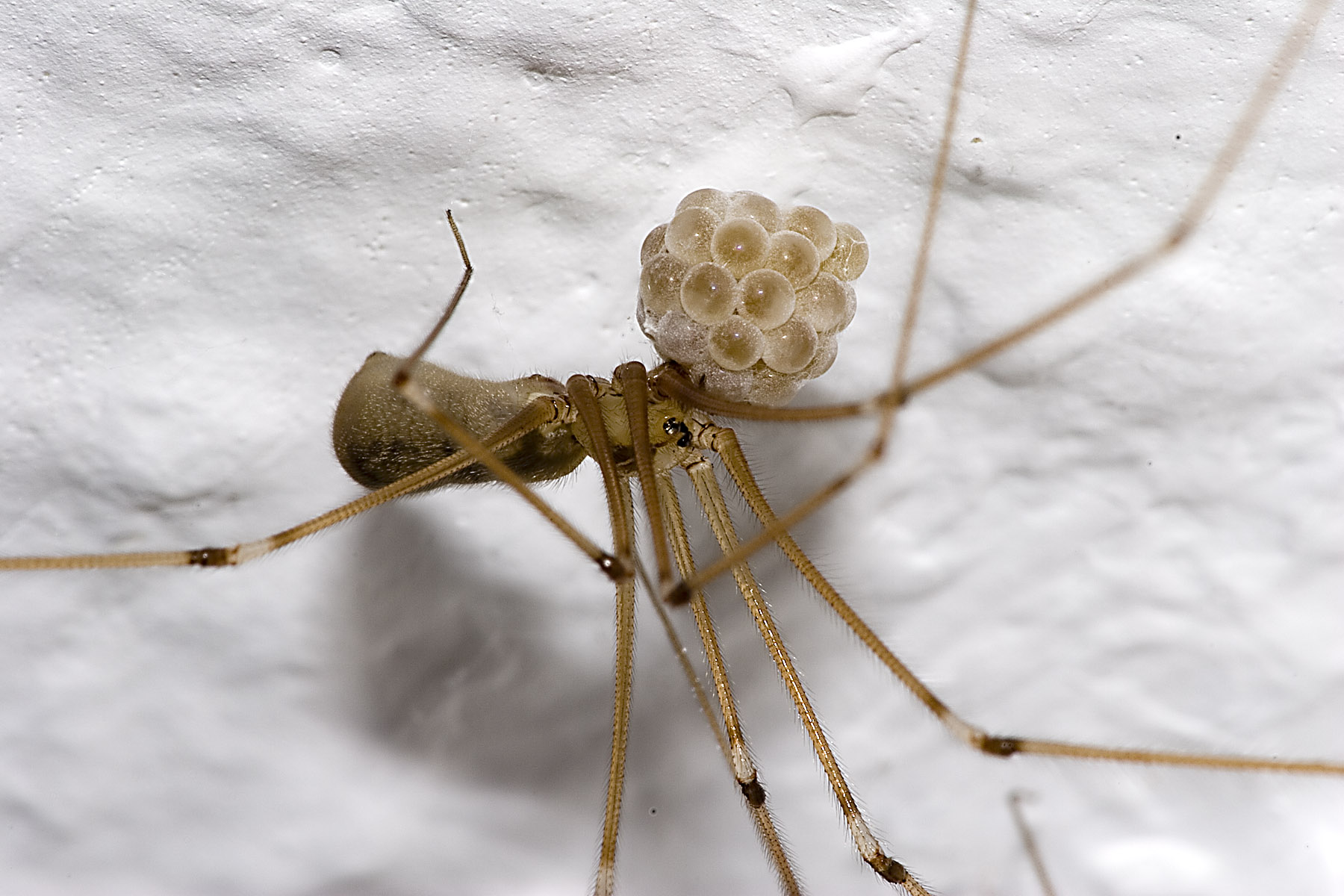
Femella amb un sac d'ous
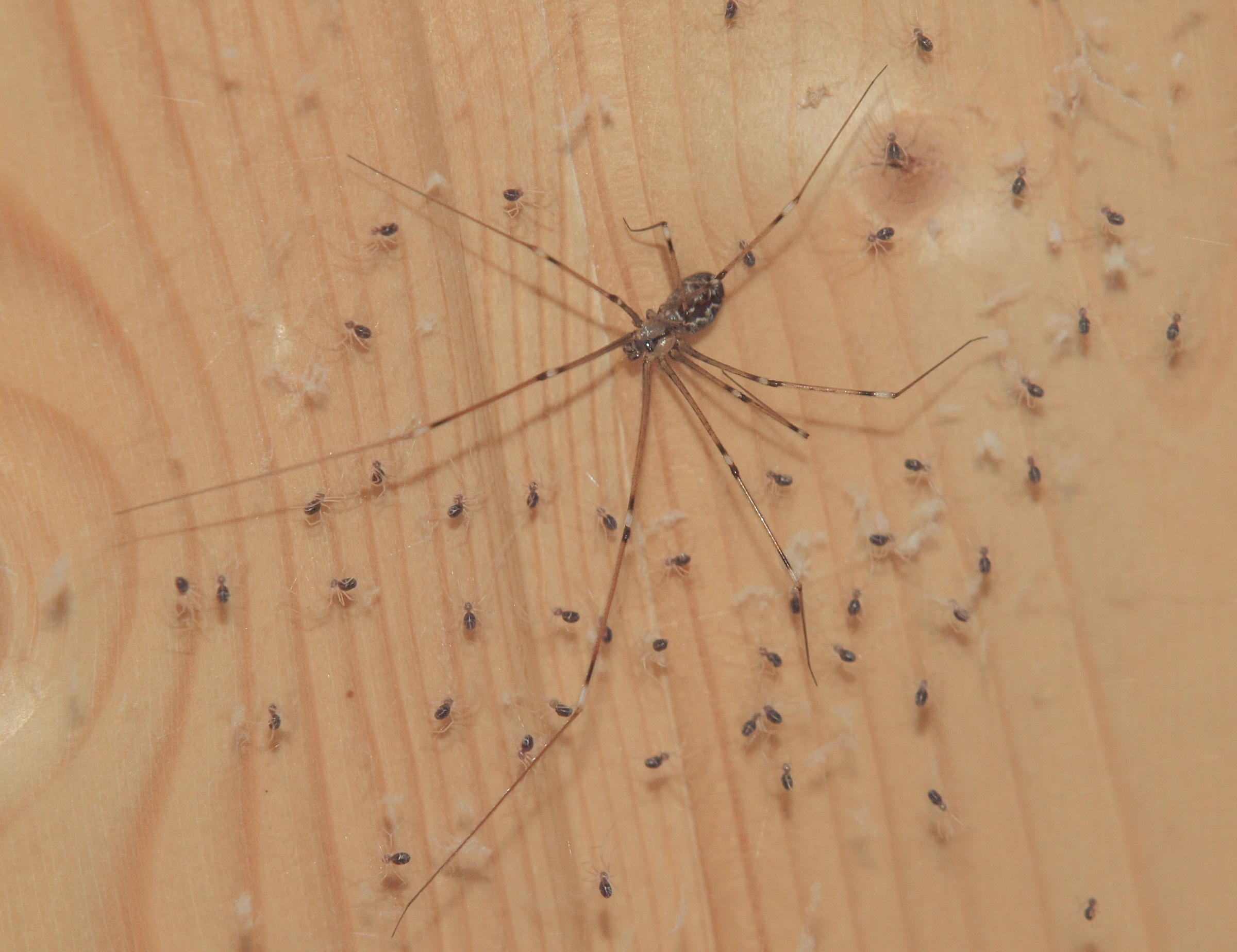
Femella amb les cries
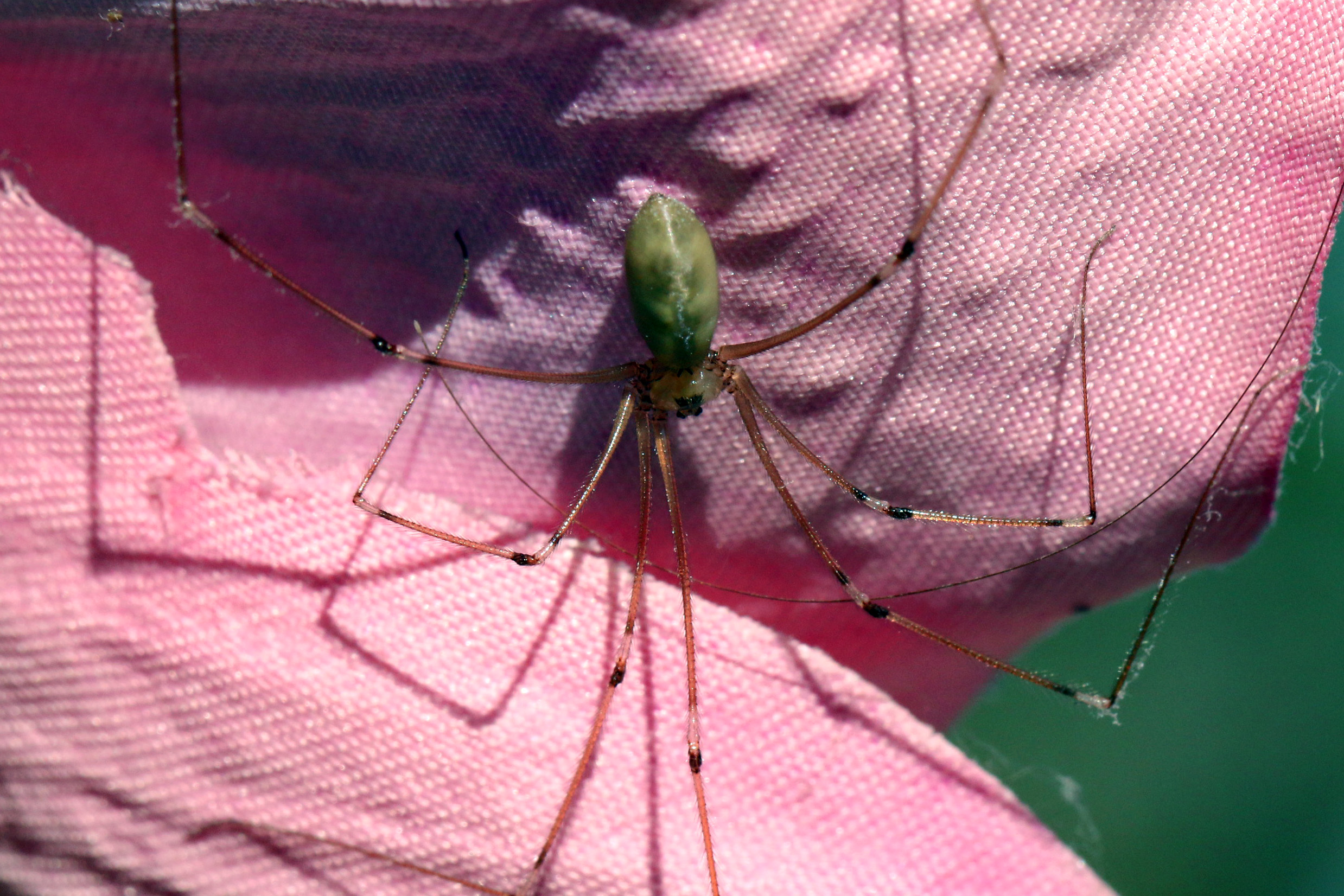
Exemplar a Oxfordshire
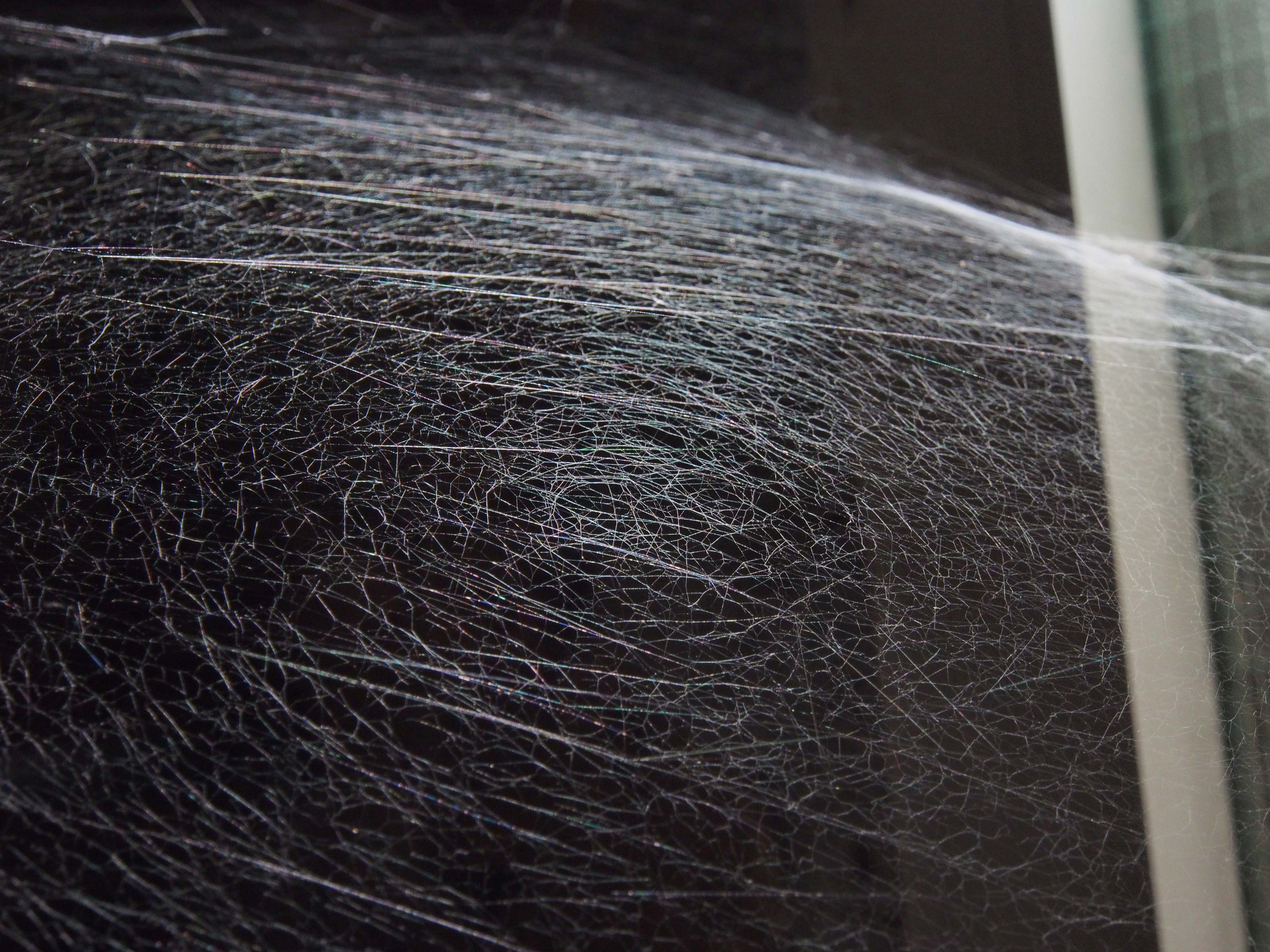
Teranyina de Pholcus phalangioides